# Marcello De Angelis
Marcello De Angelis (Roma, 18 febbraio 1960) è un politico e giornalista italiano.
È stato senatore di AN nella XV legislatura e deputato nel gruppo del Popolo della Libertà  nella XVI e direttore del Secolo d'Italia dal 2011 al 2014.

## Biografia
Il padre era uno scenografo della Rai, il nonno era il cantante operistico Nazzareno De Angelis. Sua sorella Germana è la moglie dell’ex terrorista nero Luigi Ciavardini.
Inizia negli anni del liceo la sua militanza politica. Milita nel Fronte della Gioventù per un breve periodo (1974).

### Extraparlamentare
Nel 1977 con il fratello maggiore Nazareno ("Nanni") entra in Lotta Studentesca, dalla cui costola nascerà, nel 1978, Terza Posizione. Il fratello Nanni muore il 5 ottobre 1980 nel carcere di Rebibbia, in circostanze ancora poco chiare.
Dopo la strage di Bologna del 1980, Terza Posizione è messa al bando e alcuni leader del movimento sono oggetto di mandati di cattura per associazione sovversiva e banda armata. De Angelis, venuto a conoscenza che alcuni suoi amici latitanti a Londra stanno per essere arrestati, parte col treno per avvisarli, ma viene arrestato e per sei mesi resta nel carcere londinese di massima sicurezza di Brixton.
I giudici inglesi negano a De Angelis l'estradizione in Italia per la natura politica dei reati contestati. Uscito di prigione, inizia a lavorare come grafico. Nel 1989 torna in Italia, si costituisce ed è condannato a 5 anni e sei mesi di reclusione per associazione sovversiva e banda armata. Ne sconta tre, uscendo dal carcere nel 1992.

### L'attività pubblicistica
In seguito,  De Angelis riprende a fare politica e giornalismo. Con Maurice Bignami, ex leader di Prima Linea, dirige un giornale intitolato La spina nel fianco, che si propone come luogo di superamento degli opposti estremismi. Collabora dalla fondazione al periodico L'Italia settimanale, diretto da Marcello Veneziani. Entra in Alleanza Nazionale fin dalla fondazione nel 1995 e continua a svolgere l'attività di giornalista, illustratore e grafico. Dal 1996 è il direttore del mensile Area della destra sociale di Alemanno e Storace. Nel 2004 viene pubblicato il suo libro "Otto anni in Area di rigore", edito da Minotauro.
Dal 5 maggio 2011 al marzo 2014 è stato direttore del quotidiano Secolo d'Italia. Durante la sua direzione l'editore decise il passaggio del giornale sul Web (2012).
Dopo aver collaborato anche con le testate Libero e Il Tempo, da ottobre 2020 ricopre il ruolo di responsabile cultura, eventi e pubblicazioni della Croce Rossa Italiana nonché di portavoce del presidente nazionale, ovvero Francesco Rocca.
Nel 2023 è stato chiamato proprio da Francesco Rocca al ruolo di responsabile della comunicazione istituzionale della Regione Lazio, che ha ricoperto fino alla data delle sue dimissioni il 29 agosto 2023 dovute alle polemiche scaturite da un suo post sulla strage di Bologna e da una canzone antisemita scritta da lui anni prima.

## Carriera parlamentare
Nel 2006 è eletto senatore al Senato della Repubblica nelle liste di Alleanza Nazionale in Abruzzo, e durante la XV legislatura è membro della commissione agricoltura e del comitato di vigilanza sugli accordi di Schengen, nonché segretario della commissione d'inchiesta sull'uranio impoverito.
Nel 2008 è eletto deputato alla Camera nelle liste del Popolo della Libertà, sempre in Abruzzo, e nella XVI legislatura è membro della Commissione Bilancio, della Commissione Difesa e della Commissione di vigilanza Rai.
È stato per diversi anni legato alla componente della destra sociale di AN e a Gianni Alemanno. In seguito, dopo la confluenza di AN nel Popolo delle Libertà si avvicina a Gianfranco Fini; all'interno della "corrente" finiana viene considerato una "colomba" che opera al fine di evitare la rottura con Silvio Berlusconi; con la scissione di Futuro e Libertà rimane comunque nel PdL.
Presentatosi come candidato nelle elezioni politiche del febbraio 2013 nel PdL, non viene rieletto al Parlamento.

## Carriera musicale giovanile
Dopo aver scontato la condanna, all'inizio degli anni '90, scopre che le canzoni che aveva registrato su una cassetta sono molto ascoltate in ambienti di destra. Fonda quindi il gruppo musicale 270bis il cui nome è tratto dall'articolo del codice penale riguardante associazioni sovversive con finalità di terrorismo anche internazionale o di eversione dell'ordine democratico.
Molti dei pezzi del gruppo 270bis sono stati scritti nel periodo di latitanza a Londra e incisi su una audiocassetta in modo amatoriale utilizzando solamente una chitarra e la propria voce.
I pezzi, riarrangiati in una chiave molto più vicina alle sonorità del rock e del pop, entreranno a far parte del primo album del gruppo, Signori della guerra, uscito nel 1995.
Nei suoi testi, non risparmia nostalgie per il periodo del ventennio fascista, non nascondendo all'ascoltatore le proprie idee e il proprio credo politico.
Ha anche dedicato una canzone a Rigoberto López Pérez, l'assassino del dittatore Somoza in Nicaragua, intitolata Il Poeta e scritta negli anni '70.

## Opere
- Marcello De Angelis, Otto anni in Area di rigore - La destra vista da destra, ed. Minotauro.
- Marcello De Angelis, C'è un cadavere nel mio champagne, ed. Idrovolante.
- Marcello De Angelis, Cosa significa oggi essere di destra?, ed. Pellegrini.